# Риенца
Рие́нца (итал. Rienza) — река на севере Италии, в области Трентино-Альто-Адидже, провинции Больцано.
Берёт начало в итальянских Альпах в горном массиве Тре-Чиме-ди-Лаваредо на высоте 2200 метров над уровнем моря. Питание реки горное. Впадает в реку Изарко вблизи города Брессаноне на высоте 565 метров над уровнем моря.
Длина — 80 км. Максимальный расход воды около 60 м³/с. Площадь бассейна около 2143 км².
Основные притоки: Рио-ди-Брайес, Рио-Казиес, Рио-Антерсельва, Аурино, Гадера, Рио-ди-Фундрес, Рио-Лузон.
Основные населённые пункты, расположенные на берегах Риенцы: Доббиако, Монгуэльфо, Вальдаора, Брунико и Вандойес.
Река обладает высоким потенциалом для развития гидроэнергетики, на ней построены многочисленные мелкие и средние, а также три крупные гидроэлектростанции: в районе Брунико, Книпасса и Брессаноне. Качество питьевой воды в реке оценивается как очень хорошее, особенно в верхнем течении.

## Галерея

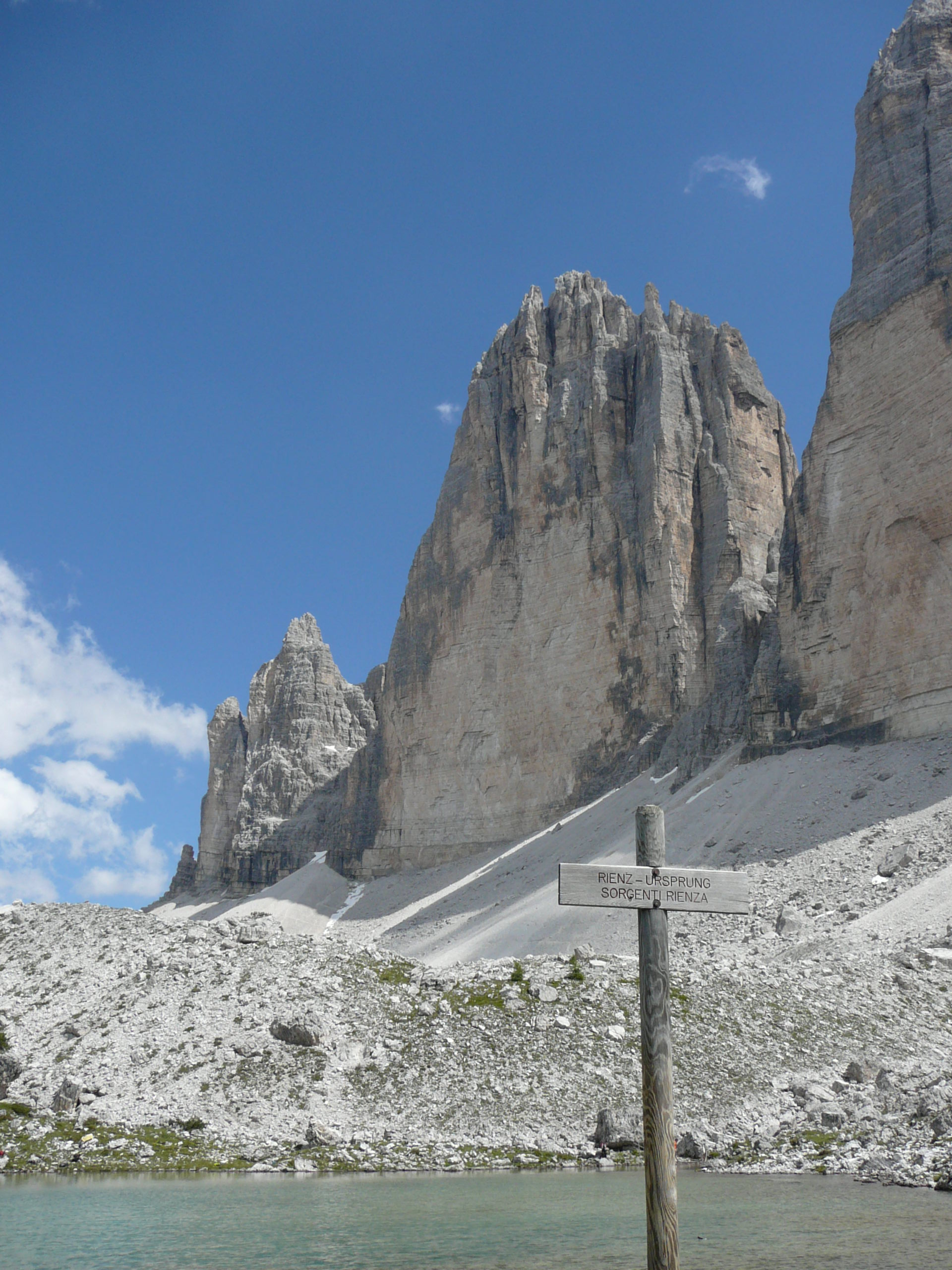
Исток Риенцы
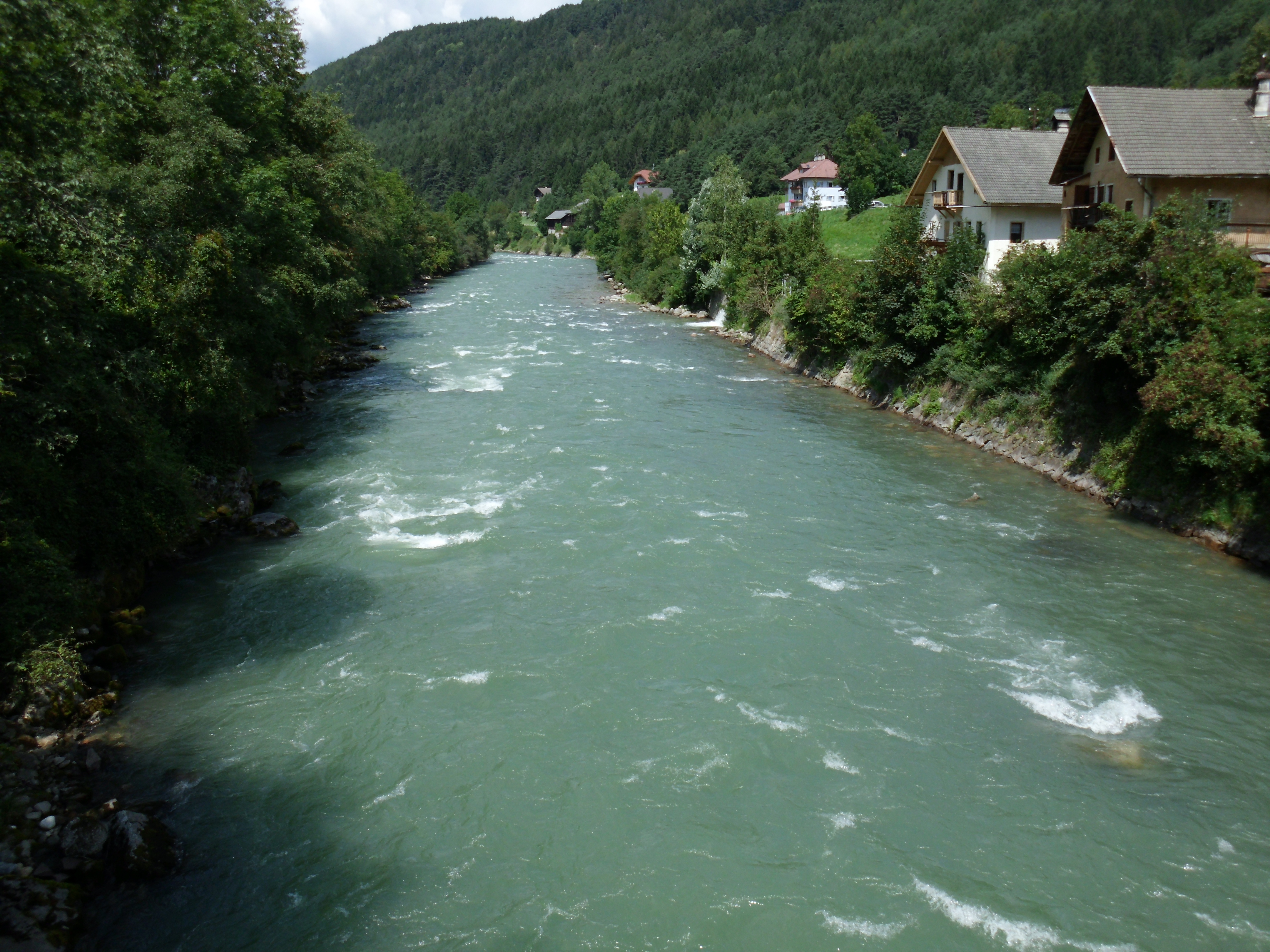
Риенца в Кьенесе
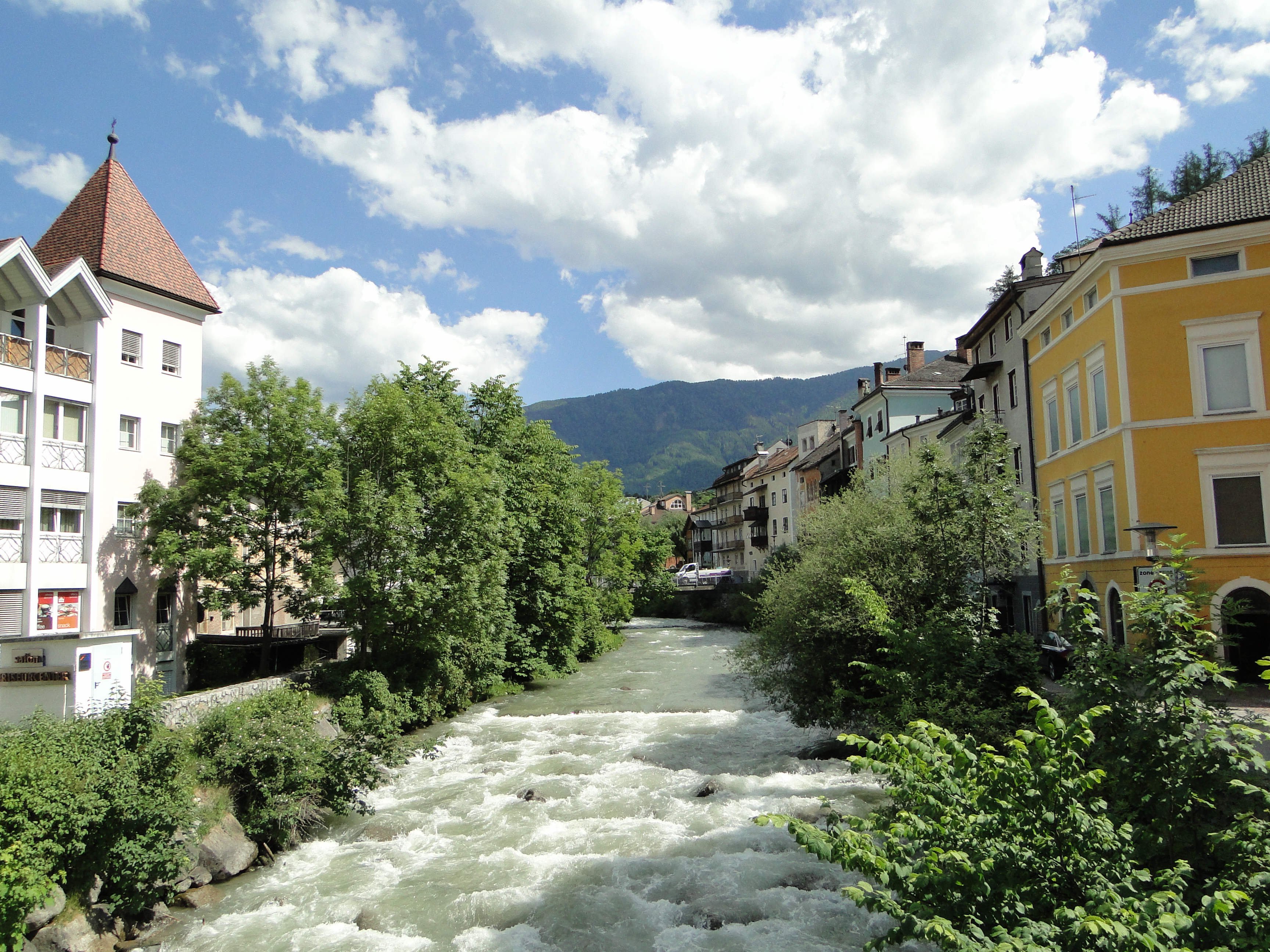
Риенца в Брунико
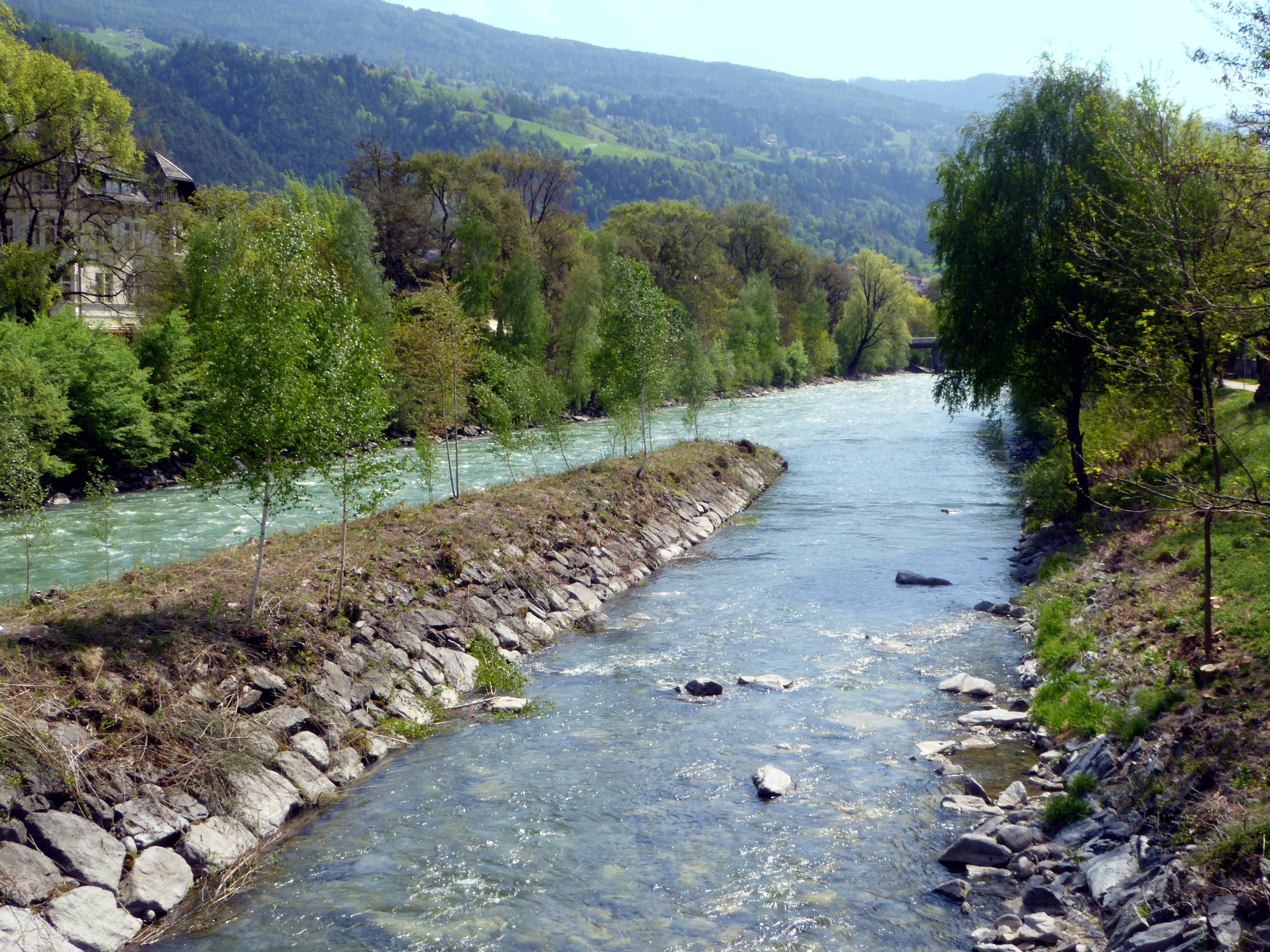
Впадение Риенцы (слева) в Изарко